# Tuftsin
A tuftsin egy tetrapeptid (Thr-Lys-Pro-Arg), amely az immunglobulin G nehéz láncának Fc részéről (289-292. aminosavak) enzimatikus hasítás után szabadul fel. Elsősorban a lépben termelődik.

## Képződése
A tuftsin immunglobilun G-ről felszabadulásához két enzim szükséges. Először a lépben található tuftsin-endokarboxipeptidáz enzim hasítja a nehéz láncon található Arg-Glu kötést (292-293). Ennek következtében az arginin karboxi terminális elérhetővé válik a karboxipeptidáz β enzim számára. Az így emésztett leukinin-S jelen van több szövetben és a véráramban, szabad formában vagy a megfelelő fagociták membránjához kötve. A membránban található leukokinináz enzim hasítja a leukokinin-S lizin-treonin (288-289) kötését a treonin amino csoportja mentén. A szabad tuftsin biológiailag aktív. A fagocita sejt szerepet játszik saját aktivátorának felszabadításában. A leukokinináz enzim megtalálható fagocita sejtek membránjában: a vér neutrofil leukocitái (ember és kutya), nyúl peritoneális granulociták. A leukokinináz egy rendkívül aktív enzim, pH optimuma 6,8.

## Funkciói

### Fagocitózis
A maximum stimuláció 50%-a 100 nM-os koncentrációnál érhető el. A fagocitózis fokozását kutya, ember, nyúl és tehén polimorfonukleáris leukocitákban, egér makrofágokban (tüdő, perotoneális üreg), tengerimalac és egér csontvelői sejtekben figyelték meg. Ezt a hatást a Thr-Lys-Pro-Pro-Arg peptid gátolta. A fagocitózist nem gátolják a tuftsin inhibitorok, ezért feltételezhető, hogy az más útvonalon történik, mint amin a tuftsin hat. A pinocitózis hatásának növelését csak fagocitotikus sejteken figyelték meg, egér leukocita sejtkultúrán nem.

### Motilitás és kemotaxis
A neutrofilek vertikális motilitását a kapilláris csövekben növeli a tuftsin tetrapeptid, ezt a hatást a Thr-Lys-Pro-Pro-Arg inhibitor gátolja. A Thr-Pro-Lys-Arg analóg nem mutat aktivitást.

### Reaktív oxigén gyökök képzése
A tuftsin elősegíti az O2- és H2O2 gyökök képzését fagocitózis nélkül is. A kísérletek során gyors választ figyeltek meg különböző tuftsin koncentrációk esetében. Az optimális koncentráció 375 nM. A hatás 90%-ban a xantin oxidáz rendszeren keresztül történik.

### Tumor nekrózis faktor növekedés
A tuftsin intraperitoneális alkalmazása növeli a szérumban, lép és peritoneális sejtkultúrák felülúszóiban a Tumor nekrózis faktor koncentrációt. Ezt a hatást in vitro HL60 leukémia sejteken is kimutatták.

### Immunmoduláns hatás
A tuftsin az antigén feldolgozás szintjén hat. A T-sejtek antigén felvétele növekedett, amikor az antigén tuftsin jelenlétében került feldolgozásra. A maximális hatást 5*10-8 M tuftsin koncentráció esetében figyelték meg. Ez a folyamat nagyon specifikus, és függ a tuftsin strukturális integritásától. A tuftsin-antigén komplexek rendkívül immunogén hatásúak. Az antigén-képző sejtek száma növekedett tuftsin T-dependens antigén adását követően. A tuftsin növelte az antigén-függő sejt mediált immunitást. A lép sejtes citotoxicitása is növekedett.

### Sejtes citotoxicitás
Az immunmodulátorok általi antitumor immunválasz fokozás stimulálja a retikuloendoteliális és T-sejt közvetített tumor pusztítást. A tuftsin sejtes citotoxicitás növelő hatását in vivo és in vitro is kimutatták.

### Nem mérgező állatokra és emberekre
Különböző állati modelleken a tuftsin nem mutatott toxicitást intravénásan vagy intraperitoneálisan alkalmazva. Egyes fázisú klinikai vizsgálat során előrehaladott rákban szenvedő felnőtt pácienseket kezeltek intravénásan tuftsinnal (0,96 mg/kg testtömeg). A kísérlet során a tuftsin nem mutatott toxicitást. A fehérvérsejtek kiterjedt növekedése és a limfociták növekedett citotoxicitása volt megfigyelhető. Nem figyeltek meg toxicitást egy kettes fázisú klinikai vizsgálat során sem, amely során a peptidet heti kétszer intravénásan adagolták 5 mg per injekció koncentrációban.

## Patológia
A tuftsin hiány mind öröklött mind szerzett módon kialakulhat. Ebben az esetben a páciensek fogékonyabbak bizonyos betegségekre, például ekcémás dermatitis kiszáradt nyirokcsomókkal, otitis és sinusitis. A szerzett tuftsin hiány kialakulhat granulocita leukémia során, amikor a vér neutrofiljeit nem tudták stimulálni szintetikus tuftsinnal vagy szérum leukokininnel. A tuftsin szintje a szérumban nagyon alacsony volt.

## Klinikai jelentőség
Poli- vagy oligotuftsin származékokat használnak gyógyszer szállító rendszerként. Így például 35-40 egységből álló repetitív polipeptidet szintetikus immunogénként alkalmaztak malária vakcinákban a Plasmodium falciparum ellen. A tuftsin növeli a rifampint szállító liposzómák hatékonyságát a tuberkulózis kezelése során, és az amphotericin-B szállítására használt liposzómák célbajutását az aszpergillózis kezelésekor egérben. A polituftsin konjuágtumok megőrzik a tuftsin sajétosságait és növelik az epitóp specifikus antitest termelést.

## Tuftsin analógok
A tuftsin szekvencia megjelenik az IgG mind a négy alosztályában. Ennek ellenére, csak a leukokinin (IgG1 egy kis részlete) mutat tuftsin aktivitást. Tengerimalacokban az IgG2-ben ugyanabban a pozícióban jelenik meg a tuftsin, mint emberekben. Az egér G1 analóg Thr-Gln-Pro-Arg ugyanabban a pozícióban található, egy bázis cseréje történt a triplet első bázisában. A tuftsin szekvencia megjelenik a Rauscher rágcsáló leukémia vírus P12 fehérjéjének 9-12. aminosavában. A Thr-Arg-Pro-Lys tetrapeptid az influenza vírus hemagglutinin fehéréjében található meg (214-217 aminosavak). A kutyafélékben található analóg: Thr-Lys-Pro-Lys. A Thr-Arg-Pro-Arg tetrapeptid egy biológiailag aktív hasnyálmirigy polipeptis 32-35. származéka gasztrointesztinális funkciókkal. A Thr-Arg-Pro-Arg, Thr-Lys-Pro-Lys, Thr-Arg-Pro-Lys tetrapeptidek egyformán hatékonyak a Thr-Lys-Pro-Arg peptiddel. A Thr-Lys-Pro-Pro-Arg peptid egy hatásos inhibitor. Lys-Pro-Pro-Arg szintén egy inhibitor a fagocitotikus, szuperoxid anion képzés és kemotaxis gátlásában mind humán és patkány PMN leukocitákban és monocitákban. Tyr-Lys-Pro jelentős szabályozó hatással rendelkezik egyes makrofág funkciókban: fagocitózis, sejtmozgás, szuperoxid anion képzés, IgE-függő sejtes citotoxicitás, β-glükoronidáz felszabadulás, IL-1 termelés.